# 1986 w muzyce
Wydarzenia muzyczne w 1986 roku.

## Wydarzenia
- 23 stycznia – Wprowadzenie do Rock and Roll Hall of Fame artystów: (Chuck Berry, James Brown, Ray Charles, Fats Domino, The Everly Brothers, Buddy Holly, Jerry Lee Lewis i Elvis Presley)
- 10 maja – Tommy Lee z Mötley Crüe poślubia aktorkę Heather Locklear
- 1 czerwca – Podczas koncertu Lady Pank we Wrocławiu doszło do głośnego incydentu Jana Borysewicza. Zespół na rok zawiesił działalność
- 28 czerwca – Odbył się ostatni koncert brytyjskiego duetu Wham!
- Od czerwca do sierpnia grupa Queen odbywa swoją ostatnią trasę koncertową Magic Tour
- 22-25 lipca – Odbył się XXIII Krajowy Festiwal Piosenki Polskiej w Opolu
- 9 sierpnia – Ostatni oficjalny koncert grupy Queen. Koncert odbył się w Knebworth Park
- Powstanie kanadyjskiego, anarchopunkowego zespołu Propagandhi
- Powstanie szwedzkiego duetu Roxette
- Powstaje amerykańska grupa Alice N’ Chains, która po roku funkcjonowania zostaje przekształcona w Alice in Chains
- Z inicjatywy osób z zespołu KUKL powstaje The Sugarcubes
- Odbyła się pierwsza Metalmania
- Powstanie amerykańskiego zespołu N.W.A (Niggaz Wit Attitudes)
- Powstanie polskiego zespołu BTM z nurtu oi! skinheads
- Powstanie polskiego zespołu Zakon Żebrzących z nurtu punk rock

## Urodzili się
- 2 stycznia – Trombone Shorty, amerykański puzonista i trębacz
- 6 stycznia
  - Alex Turner, brytyjski piosenkarz i gitarzysta zespołu Arctic Monkeys
  - Anton Ragoza, mołdawski skrzypek zespołu SunStroke Project
- 8 stycznia – P Reign, kanadyjski raper i autor tekstów
- 11 stycznia – Jackmaster, szkocki DJ i producent muzyczny (zm. 2024)
- 12 stycznia
  - Złata Ogniewicz, ukraińska piosenkarka
  - Aleksander Walmann, norweski piosenkarz i autor tekstów
- 14 stycznia – Fiona FitzPatrick, szwedzka DJ-ka, autorka tekstów i producentka muzyczna
- 16 stycznia – Aija Andrejeva, łotewska piosenkarka
- 18 stycznia
  - Maarja Kivi, estońska piosenkarka, była wokalistka i basistka zespołu Vanilla Ninja
  - Becca Tobin, amerykańska aktorka, piosenkarka i tancerka
- 20 stycznia – Olga Buzowa, rosyjska prezenterka telewizyjna, piosenkarka i aktorka
- 24 stycznia
  - Cristiano Araújo, brazylijski piosenkarz i autor tekstów piosenek (zm. 2015)
  - Ricky Ullman, izraelsko-amerykański aktor i muzyk
- 25 stycznia – Feis, holenderski raper (zm. 2019)
- 26 stycznia
  - bliźniaczki Neosha i Felicia King, amerykańskie piosenkarki, członki zespołu Cherish
  - DJ Arafat, DJ i piosenkarz z Wybrzeża Kości Słoniowej (zm. 2019)
- 28 stycznia – Grubson, polski raper i producent muzyczny
- 4 lutego – Krzysztof Lenczowski, polski wiolonczelista, gitarzysta, kompozytor i aranżer; współzałożyciel Atom String Quartet
- 6 lutego – Sopo Niżaradze, gruzińska piosenkarka, aktorka i kompozytorka
- 7 lutego – Tommy Sparks, szwedzko-brytyjski piosenkarz i autor tekstów
- 8 lutego
  - Czadoman, właśc. Paweł Dudek, polski piosenkarz muzyki disco polo i dance
  - Nick Waterhouse, amerykański piosenkarz, autor tekstów i producent muzyczny
- 13 lutego – Michał Wierba, polski pianista jazzowy, kompozytor
- 14 lutego – Tiffany Thornton, amerykańska aktorka i piosenkarka
- 15 lutego – Amber Riley, amerykańska piosenkarka i aktorka
- 18 lutego – Vika Jigulina, rumuńska piosenkarka, DJ i producent muzyczny
- 21 lutego
  - Charlotte Church, walijska wokalistka
  - Ai Kawashima, japońska wokalistka, kompozytorka i pianistka
- 23 lutego
  - Ola Svensson, szwedzki piosenkarz
  - Skylar Grey, amerykańska piosenkarka, autorka tekstów i producentka muzyczna
- 25 lutego
  - Kaja Paschalska, polska aktorka i piosenkarka
  - Danny Saucedo, szwedzki piosenkarz
- 3 marca
  - Maciek Dobrowolski, polski kompozytor muzyki filmowej i producent muzyczny
  - Stacie Orrico, amerykańska piosenkarka i aktorka
- 5 marca – Mika Newton, ukraińska piosenkarka i aktorka
- 6 marca – Ginny Blackmore, nowozelandzka piosenkarka i autorka tekstów
- 7 marca – Jan Stokłosa, polski kompozytor, aranżer, wiolonczelista, klawiszowiec, dyrygent i producent muzyczny
- 13 marca
  - Rykka, kanadyjsko-szwajcarska piosenkarka
  - bliźniaczki Nicole i Natalie Albino, amerykańskie piosenkarki, członkinie duetu Nina Sky
- 18 marca – Lykke Li, szwedzka piosenkarka
- 19 marca – Susanne Sundfør, norweska piosenkarka i autorka tekstów
- 24 marca – Anxhela Peristeri, albańska piosenkarka
- 28 marca
  - Lady Gaga, amerykańska piosenkarka
  - Young Scooter, amerykański raper (zm. 2025)
- 1 kwietnia – Kid Ink, amerykański raper, kompozytor i producent
- 2 kwietnia – R3hab, holenderski DJ i producent muzyczny
- 6 kwietnia – Małgorzata Markiewicz, polska wokalistka i flecistka
- 8 kwietnia – Marcelina Stoszek, polska piosenkarka, autorka tekstów i kompozytorka
- 20 kwietnia – Natalia Sikora, polska piosenkarka i aktorka
- 23 kwietnia – Laura Mvula, brytyjska piosenkarka i autorka tekstów
- 26 kwietnia – Sara Brylewska, polska wokalistka, autorka tekstów
- 27 kwietnia – Ełena Risteska, macedońska piosenkarka
- 28 kwietnia – Jenna Ushkowitz, amerykańska piosenkarka, występująca w musicalach na Broadwayu oraz aktorka telewizyjna
- 29 kwietnia
  - Excision, kanadyjski DJ i producent muzyczny
  - Willy Mignon, beniński wokalista, kompozytor i aranżer (zm. 2025)
- 30 kwietnia – Dianna Agron, amerykańska aktorka i piosenkarka
- 2 maja
  - Mateusz Krautwurst, polski piosenkarz i autor tekstów
  - Yeol Eum Son, południowokoreański pianista
- 6 maja
  - Emily Armstrong, amerykańska piosenkarka, autorka tekstów i muzyk, wokalistka zespołów Dear Sara i Linkin Park
  - Maître Gims, właśc. Gandhi Djuna, francuski raper
- 7 maja – Matt Helders, brytyjski perkusista zespołu Arctic Monkeys
- 12 maja – Justin Prime, holenderski DJ i producent muzyczny
- 13 maja – Alexander Rybak, norweski piosenkarz, skrzypek, kompozytor i aktor, pochodzenia białoruskiego; zwycięzca Konkursu Eurowizji 2009
- 14 maja
  - Alosza, ukraińska piosenkarka i kompozytorka
  - Amy Shark, australijska piosenkarka, autorka tekstów, gitarzystka i producentka muzyczna
- 18 maja – Adam Bałdych, polski skrzypek, kompozytor, aranżer, producent muzyczny
- 20 maja – Yolanda Brown, amerykańska piosenkarka R&B (zm. 2007)
- 21 maja – Sarah Gibson, amerykańska pianistka i kompozytorka (zm. 2024)
- 30 maja
  - Pasha Parfeny, mołdawski piosenkarz i kompozytor
  - Claudia Beni, chorwacka piosenkarka
- 31 maja – Sopo Chalwaszi, gruzińska piosenkarka
- 2 czerwca – Rafał Janiak, polski dyrygent i kompozytor, wykładowca akademicki
- 4 czerwca – Farid Bang, niemiecki raper pochodzenia marokańskiego
- 6 czerwca – Leslie Carter, amerykańska piosenkarka (zm. 2012)
- 13 czerwca
  - DJ Snake, francuski DJ i producent muzyczny
  - Måns Zelmerlöw, szwedzki wokalista
- 15 czerwca – Stjepan Hauser, chorwacki wiolonczelista; założyciel i muzyk zespołu 2Cellos
- 20 czerwca – Mateusz Ziółko, polski piosenkarz, autor tekstów i muzyk
- 24 czerwca
  - Solange Knowles, amerykańska piosenkarka
  - Bojana Stamenov, serbska piosenkarka
  - Vilija Matačiūnaitė, litewska piosenkarka
- 27 czerwca – Ralvero, holenderski DJ i producent muzyczny
- 29 czerwca – Edward Maya, rumuński piosenkarz i muzyk
- 1 lipca – Jérémy Amelin, francuski piosenkarz, autor tekstów piosenek i tancerz
- 2 lipca
  - Lindsay Lohan, amerykańska aktorka i wokalistka pop-rockowa
  - Dax O’Callaghan, brytyjski piosenkarz, tancerz, choreograf, aktor, członek zespołu Lexington Bridge
- 4 lipca – Junior Stress, polski wokalista, związany ze sceną muzyki reggae i dancehall
- 5 lipca – Adam Young, amerykański piosenkarz, autor tekstów, multiinstrumentalista zespołu Owl City
- 7 lipca
  - Mario Bischin, rumuński piosenkarz
  - Aino Jawo, szwedzka piosenkarka, członkini duetu Icona Pop
- 9 lipca – Kiely Williams, amerykańska aktorka i wokalistka zespołu The Cheetah Girls
- 14 lipca
  - Dan Smith, brytyjski piosenkarz, autor tekstów, producent muzyczny, lider zespołu Bastille
  - Piełagieja, rosyjska piosenkarka
- 16 lipca – Leonid Rudenko, rosyjski DJ i producent muzyczny
- 18 lipca – Vladana Vučinić, czarnogórska piosenkarka i autorka tekstów pochodzenia macedońskiej
- 20 lipca – Andreas Kümmert, niemiecki piosenkarz i autor tekstów
- 21 lipca – Rebecca Ferguson, brytyjska piosenkarka i autorka piosenek
- 22 lipca – Mrozu, polski piosenkarz popowy i R&B, także producent muzyczny
- 25 lipca – Kyla La Grange, brytyjska wokalista i autorka tekstów piosenek
- 1 sierpnia – Gathania Holmgren, szwedzka piosenkarka i autorka tekstów
- 6 sierpnia
  - Dominika Kimaty, polska aktorka, tancerka i piosenkarka
  - Sunny Lax, węgierski DJ i producent muzyczny
- 15 sierpnia – Natalia Kills, brytyjska piosenkarka, aktorka i MC
- 16 sierpnia – Leslie Clio, niemiecka piosenkarka i autorka tekstów
- 19 sierpnia – Christina Perri, amerykańska piosenkarka
- 23 sierpnia – Brace, holenderski piosenkarz
- 26 sierpnia
  - Cassie, amerykańska piosenkarka R&B, modelka oraz aktorka
  - Saint Jhn, gujańsko-amerykański raper, piosenkarz, autor tekstów i producent muzyczny
  - Damian Ukeje, polski piosenkarz rockowy
- 27 sierpnia – Dong Zhen, chińska piosenkarka i liryczka
- 28 sierpnia – Florence Welch, angielska wokalistka, liderka grupy Florence and the Machine
- 30 sierpnia
  - Ryan Ross, gitarzysta grupy Panic! at the Disco
  - Theo Hutchcraft, brytyjski piosenkarz i autor tekstów, lider zespołu Hurts
- 31 sierpnia – Rafał Szulc (Raca), polski raper (zm. 2019)
- 1 września – Stella Mwangi, norwesko-kenijska piosenkarka
- 2 września – Stevan Faddy, czarnogórski piosenkarz
- 3 września – Omi, jamajski piosenkarz
- 6 września – Anna von Hausswolff, szwedzka piosenkarka, keyboardzistka, autorka tekstów i kompozytorka
- 16 września – Farina, kolumbijska piosenkarka pochodzenia peruwiańskiego i chilijskiego
- 17 września – Sophie, szkocka twórczyni muzyki elektronicznej i pop, producentka, wokalistka, kompozytorka oraz DJ (zm. 2021)
- 21 września – Lindsey Stirling, amerykańska skrzypaczka, kompozytorka, tancerka
- 27 września – Yass, niemiecka piosenkarka
- 1 października – Daniela Katzenberger, niemiecka modelka, piosenkarka i restauratorka
- 6 października
  - Tereza Kerndlová, czeska piosenkarka
  - Meg Myers, amerykańska piosenkarka i autorka tekstów
- 8 października – Adela Popescu, rumuńska piosenkarka i aktorka
- 10 października – Kacper HTA, polski raper
- 13 października – Wenyu Shen, chiński pianista
- 14 października – Iweta Mukuczian, ormiańska piosenkarka
- 16 października – Inna, rumuńska piosenkarka
- 17 października
  - Mohombi, szwedzko-kongijski piosenkarz i tancerz
  - TPS, polski raper
- 18 października – Lukas Jorkas, grecki piosenkarz
- 24 października – Drake, kanadyjski raper i aktor
- 26 października
  - Soko, francuska piosenkarka
  - Dotan, holenderski piosenkarz, autor tekstów, producent muzyczny i multiinstrumentalista
- 3 listopada – Ólafur Arnalds, islandzki multiinstrumentalista i producent muzyczny
- 4 listopada – Alexz Johnson, kanadyjska piosenkarka i aktorka
- 5 listopada
  - BoA, południowokoreańska piosenkarka, aktorka i modelka
  - Nodiko Tatiszwili, gruziński piosenkarz
- 11 listopada – Greta Salóme Stefánsdóttir, islandzka piosenkarka i skrzypaczka
- 19 listopada
  - Jeannie Ortega, amerykańska wokalistka, aktorka, tancerka oraz autorka tekstów
  - Hovi Star, izraelski piosenkarz
- 20 listopada
  - Jared Followill, amerykański basista zespołu Kings of Leon
  - Oliver Sykes, brytyjski wokalista zespołu Bring Me the Horizon
- 26 listopada – Amylea Azizan, malezyjska piosenkarka, producentka i aktorka głosowa
- 27 listopada – Ortisé Williams, brytyjski piosenkarz, autor tekstów i tancerz
- 28 listopada – Christopher Richard Stringini, amerykański wokalista zespołu US5
- 29 listopada – Candy Girl, polska piosenkarka
- 30 listopada
  - Paweł Albiński, polski pianista klasyczny, kompozytor
  - Boggie, węgierska piosenkarka
- 7 grudnia – JB Gill, brytyjski piosenkarz i rolnik
- 8 grudnia – Kate Voegele, amerykańska piosenkarka folkowa i poprockowa, aktorka, autorka piosenek i tekstów, gitarzystka, pianistka
- 10 grudnia – Natti Natasha, dominikańska piosenkarka
- 12 grudnia – Kinga Borowska, polska śpiewaczka operowa (mezzosopran)
- 15 grudnia – Niniola, nigeryjska piosenkarka i autorka tekstów
- 24 grudnia – Planet ANM, polski raper i producent muzyczny
- 25 grudnia – Alex Hepburn, brytyjska piosenkarka i autorka
- 26 grudnia – Marina Satti, grecka piosenkarka, autorka tekstów i producentka muzyczna
- 27 grudnia – Christoffer Rörland, szwedzki gitarzysta metalowy, kompozytor; muzyk zespołu Sabaton
- 30 grudnia – Ellie Goulding, brytyjska piosenkarka i gitarzystka

## Zmarli
- 4 stycznia – Phil Lynott, wokalista i basista Thin Lizzy (ur. 1949)
- 6 stycznia – Joe Farrell, amerykański saksofonista i flecista jazzowy (ur. 1937)
- 8 stycznia – Pierre Fournier, francuski wiolonczelista i pedagog (ur. 1906)
- 14 stycznia – Daniel Balavoine, francuski piosenkarz, kompozytor i autor tekstów piosenek (ur. 1952)
- 16 stycznia – Stjepan Šulek, chorwacki kompozytor, dyrygent i skrzypek (ur. 1914)
- 9 lutego – Albin Fechner, polski śpiewak (baryton), pedagog (ur. 1913)
- 18 lutego – Václav Smetáček, czeski dyrygent, pedagog i oboista (ur. 1906)
- 20 lutego – Francisco Mignone, brazylijski kompozytor i dyrygent pochodzenia włoskiego (ur. 1897)
- 4 marca – Richard Manuel, kanadyjski muzyk rockowy, autor tekstów piosenek, perkusista, pianista i wokalista (ur. 1943)
- 17 marca
  - Mieczysław Drobner, polski kompozytor, muzykolog i pedagog (ur. 1912)
  - Józef Grzybek, polski historyk, organista i dyrygent związany z Podhalem (ur. 1909)
- 30 marca – Milan Munclinger, czeski flecista i dyrygent (ur. 1923)
- 3 kwietnia – Peter Pears, angielski śpiewak operowy (tenor) (ur. 1910)
- 19 kwietnia – Dag Wirén, szwedzki kompozytor (ur. 1905)
- 23 kwietnia – Harold Arlen, amerykański kompozytor muzyki popularnej (ur. 1905)
- 5 maja – Ruy Coelho, portugalski kompozytor i pianista oraz krytyk muzyczny (ur. 1891)
- 9 maja – Franciszek Ryling, polski skrzypek, dyrygent, pedagog i kompozytor (ur. 1902)
- 13 czerwca – Benny Goodman, amerykański muzyk jazzowy, klarnecista, zwany „królem swingu” (ur. 1909)
- 16 czerwca – Maurice Duruflé, francuski kompozytor, organista i pedagog (ur. 1902)
- 17 czerwca – Kate Smith, amerykańska piosenkarka (ur. 1907)
- 19 czerwca – Stefan Śledziński, polski muzykolog i pedagog, major kapelmistrz Wojska Polskiego (ur. 1897)
- 26 czerwca
  - Dusolina Giannini, amerykańska śpiewaczka operowa pochodzenia włoskiego (sopran) (ur. 1900)
  - William Lovelock, angielski organista, pedagog muzyczny i kompozytor (ur. 1899)
- 4 lipca – Flor Peeters, belgijski kompozytor, organista i pedagog (ur. 1903)
- 12 lipca – Wacław Kisielewski, polski pianista duetu Marek i Wacek (ur. 1943)
- 16 lipca – Claire Watson, amerykańska śpiewaczka operowa (sopran) (ur. 1927)
- 19 lipca – Krystyna Jamroz, polska śpiewaczka operowa (sopran dramatyczny) (ur. 1923)
- 22 lipca – Aurelian Andreescu, rumuński piosenkarz (ur. 1942)
- 23 lipca – Kazimierz Sikorski, polski kompozytor i teoretyk muzyki (ur. 1895)
- 31 lipca – Teddy Wilson, amerykański pianista jazzowy (ur. 1912)
- 3 sierpnia – Stefcia Górska, polska aktorka, piosenkarka i tancerka (ur. 1907)
- 21 sierpnia – Thad Jones, amerykański trębacz jazzowy, kompozytor i kierownik orkiestry (ur. 1923)
- 30 sierpnia – Krystyna Szczepańska, polska śpiewaczka (mezzosopran) (ur. 1917)
- 7 września – Armin Schibler, szwajcarski kompozytor (ur. 1920)
- 9 września – Magda Tagliaferro, brazylijska pianistka (ur. 1893)
- 10 września – Pepper Adams, amerykański saksofonista jazzowy (ur. 1930)
- 27 września – Cliff Burton, amerykański basista grupy Metallica (ur. 1962)
- 14 października – Barbara Kostrzewska, polska śpiewaczka (sopran liryczno-koloraturowy) (ur. 1915)
- 16 października – Arthur Grumiaux, belgijski skrzypek (ur. 1921)
- 19 października – Moses Asch, założyciel niezależnej firmy nagraniowej Folkways Records (ur. 1905)
- 30 października – Andrzej Markowski, polski kompozytor i dyrygent (ur. 1924)
- 3 listopada – Eddie Lockjaw Davis, amerykański, jazzowy saksofonista tenorowy (ur. 1922)
- 6 listopada – Elisabeth Grümmer, niemiecka śpiewaczka (sopran liryczny) (ur. 1911)
- 13 listopada – Rudolf Schock, niemiecki śpiewak operowy (tenor) (ur. 1915)
- 15 listopada – Aleksander Tansman, polski kompozytor i pianista (ur. 1897)
- 19 listopada – Lajos Bárdos, węgierski kompozytor, dyrygent chóralny i muzykolog (ur. 1899)
- 27 grudnia – Lars-Erik Larsson, szwedzki kompozytor (ur. 1908)

## Albumy

### polskie
- Greatest Hits – Live – 2 plus 1
- Wet za wet – Abaddon
- Do Wenecji stąd dalej co dzień – Elżbieta Adamiak
- After Blues – After Blues
- Nalot – Azyl P.
- Wolne loty – Marek Biliński
- Giganci tańczą – Budka Suflera
- Chroń mnie – Bajm
- Daab – Daab
- Absolutely Live – Dżem
- Kolędy polskie śpiewa Eleni – Eleni
- Edyta Geppert Recital – Live – Edyta Geppert
- Bardzo groźna księżniczka i ja – Martyna Jakubowicz
- Historia podwodna – Lech Janerka
- Litania – Jacek Kaczmarski
- Kapitan Nemo – Kapitan Nemo
- 666 – Kat
- Live – Kombi
- Natalia – Natalia Kukulska
- Kult – Kult
- LP 3 – Lady Pank
- O dwóch takich, co ukradli księżyc – Lady Pank
- Wings of a Dove – Lombard
- To tylko ja – Mr. Zoob
- Nocny koncert – Nocna Zmiana Bluesa
- Nasz Wschodni Eden – Papa Dance
- Obywatel G.C. – Obywatel G.C.
- Recidive in Concert – Recydywa Blues Band
- Rendez-Vous – Rendez-Vous
- Nowa Aleksandria – Siekiera
- Złe słowa – Jacek Skubikowski
- Stanisław Sojka – Stanisław Sojka
- Live in Warsaw – String Connection
- String Connection – String Connection
- Heavy Metal World (wersja anglojęzyczna) – TSA
- Voo Voo – Voo Voo

### zagraniczne
- ABBA Live – ABBA
- Russian Roulette – Accept
- Who Made Who – AC/DC
- Classic Live! Complete – Aerosmith
- Scoundrel Days – a-ha
- Afternoons in Utopia – Alphaville
- Home of the Brave – Laurie Anderson
- Rapture – Anita Baker
- True Confessions – Bananarama
- Licensed to Ill – The Beastie Boys
- Slippery When Wet – Bon Jovi
- Truthdare Doubledare – Bronski Beat
- Catch the Catch – C.C. Catch
- Welcome to the Heartbreak Hotel – C.C. Catch
- Belinda – Belinda Carlisle
- Class Of ’55 – Johnny Cash, Jerry Lee Lewis, Roy Orbison, Carl Perkins
- 18 – Chicago
- Pictures of Starving Children Sell Records – Chumbawamba
- Night Songs – Cinderella (debiut)
- Medusa – Clan of Xymox
- August – Eric Clapton
- The Ungovernable Force – Conflict
- Constrictor – Alice Cooper
- King of America – Elvis Costello
- Crowded House – Crowded House
- From Luxury to Heartache – Culture Club
- Standing on a Beach: The Singles – The Cure
- Call of the Wild – D-A-D
- DallAmeriCaruso – Lucio Dalla
- Bedtime for Democracy – Dead Kennedys
- Into the Light – Chris de Burgh
- Black Celebration – Depeche Mode
- Intermission – Dio
- Notorious – Duran Duran
- Knocked Out Loaded – Bob Dylan
- Balance of Power – Electric Light Orchestra
- Emerson, Lake & Powell – Emerson, Lake & Powell
- Wonderland – Erasure
- The Final Countdown – Europe
- Touch Me – Samantha Fox
- So – Peter Gabriel
- Invisible Touch – Genesis
- The Collection – Amy Grant
- Live Like A Suicide – Guns N’ Roses
- Jimi Plays Monterey – Jimi Hendrix
- Somewhere in Time – Iron Maiden
- Control – Janet Jackson
- Rendez-vous – Jean-Michel Jarre
- Turbo – Judas Priest
- True Colors – Cyndi Lauper
- Lightning Strikes – Loudness
- True Blue – Madonna
- Peace Sells... But Who’s Buying? – Megadeth
- Master of Puppets – Metallica
- In the Middle of Nowhere – Modern Talking
- Ready for Romance – Modern Talking
- Then and Now...the Best of the Monkees – The Monkees
- Orgasmatron – Motörhead
- Should the World Fail to Fall Apart – Peter Murphy
- The Ghost of Cain – New Model Army
- Kicking Against the Pricks – Nick Cave and the Bad Seeds
- Your Funeral, My Trial – Nick Cave and the Bad Seeds
- Some Hearts Are Diamonds – Chris Norman
- The Ultimate Sin – Ozzy Osbourne
- Parade – Prince
- Look What the Cat Dragged In – Poison (debiut)
- Album – Public Image Ltd
- A Kind of Magic – Queen
- Live Magic – Queen
- Who Wants to Live Forever (VHS z teledyskami) – Queen
- Desires and Vampires – Radiorama
- Finyl Vinyl – Rainbow
- They Don’t Make Them Like They Used To – Kenny Rogers
- Eat Em’ and Smile – David Lee Roth
- Pearls of Passion – Roxette
- Raising Hell – Run-D.M.C.
- Mirrors – Sandra
- Not of This Earth – Joe Satriani
- Graceland – Paul Simon
- Reign in Blood – Slayer
- The Queen Is Dead – The Smiths
- Live 1975–1985 – Bruce Springsteen
- In the Army Now – Status Quo
- Bring on the Night – Sting
- Dreamtime – The Stranglers
- True Stories – Talking Heads
- 5150 – Van Halen
- Inside the Electric Circus – W.A.S.P.
- Another Step – Kim Wilde
- Back in the High Life – Steve Winwood
- The Memphis Sessions – Ricky Nelson (wydanie pośmiertne)
- Deep Six – składanka różnych wykonawców

## Muzyka poważna
- Powstaje Tashi Lukasa Fossa
- Wojciech Kilar – poemat symfoniczny Orawa

## Musicale
- 9 października – premiera The Phantom of the Opera w Her Majesty’s Theatre na londyńskim West Endzie

## Filmy muzyczne
- Fala

## Nagrody
- Konkurs Piosenki Eurowizji 1986
  - „J’aime la vie”, Sandra Kim